# Station Schöppenstedt
Station Schöppenstedt (Bahnhof Schöppenstedt) is een spoorwegstation in de Duitse plaats Schöppenstedt, in de deelstaat Nedersaksen. Het station ligt de spoorlijn Wolfenbüttel - Oschersleben en is sinds december 2007 eindpunt van deze lijn vanuit Wolfenbüttel. 

## Indeling
Het station beschikt over twee zijperrons, die niet zijn overkapt maar voorzien van abri's. Het tweede zijperron ligt tussen spoor 1 en spoor 2 en is via een overpad vanaf het eerste perron te bereiken. Het station is te bereiken vanaf de straat Bahnhofstraße, hier bevinden zich ook een parkeerterrein, fietsenstalling en een bushalte. Aan de noordzijde van de sporen staat het monumentale stationsgebouw van Schöppenstedt, het gebouw wordt niet meer als dusdanig gebruikt.

## Verbindingen
De volgende treinserie doet het station Schöppenstedt aan:
| Serie | Treinsoort                   | Route                                           | Bijzonderheden                  |
| ----- | ---------------------------- | ----------------------------------------------- | ------------------------------- |
| RB 45 | Regionalbahn (DB Regio Nord) | Braunschweig Hbf – Wolfenbüttel – Schöppenstedt | 1x per twee uur in het weekend. |